# Золотая статуэтка ниндзя
«Золотая статуэтка ниндзя» — кинофильм.

## Сюжет
Ниндзя Майкл должен обеспечить безопасность золотой статуэтки воина ниндзя для церемонии в Китае. Ниндзя Шерри разыскивает убийцу своего отца. Несмотря на разные задачи, Майклу и Шерри пришлось объединиться, потому что у них оказался общий враг.

## В ролях
- Дональд Оуэн
- Куеени Янг
- Майк Тиен
- Морна Ли
- Ричард Харрисон

## Съёмочная группа
- Режиссёры: Джозеф Лаи, Годфри Хо
- Продюсеры: Бетти Чан, Кейт Хуи, Робин Као
- Сценарист: Джозеф Лаи
- Оператор: Милтон Юе